# Adenomus kandianus
Adenomus kandianus és una espècie d'amfibi endèmica de Sri Lanka que es considera extinta.